# Comando unità forestali, ambientali e agroalimentari

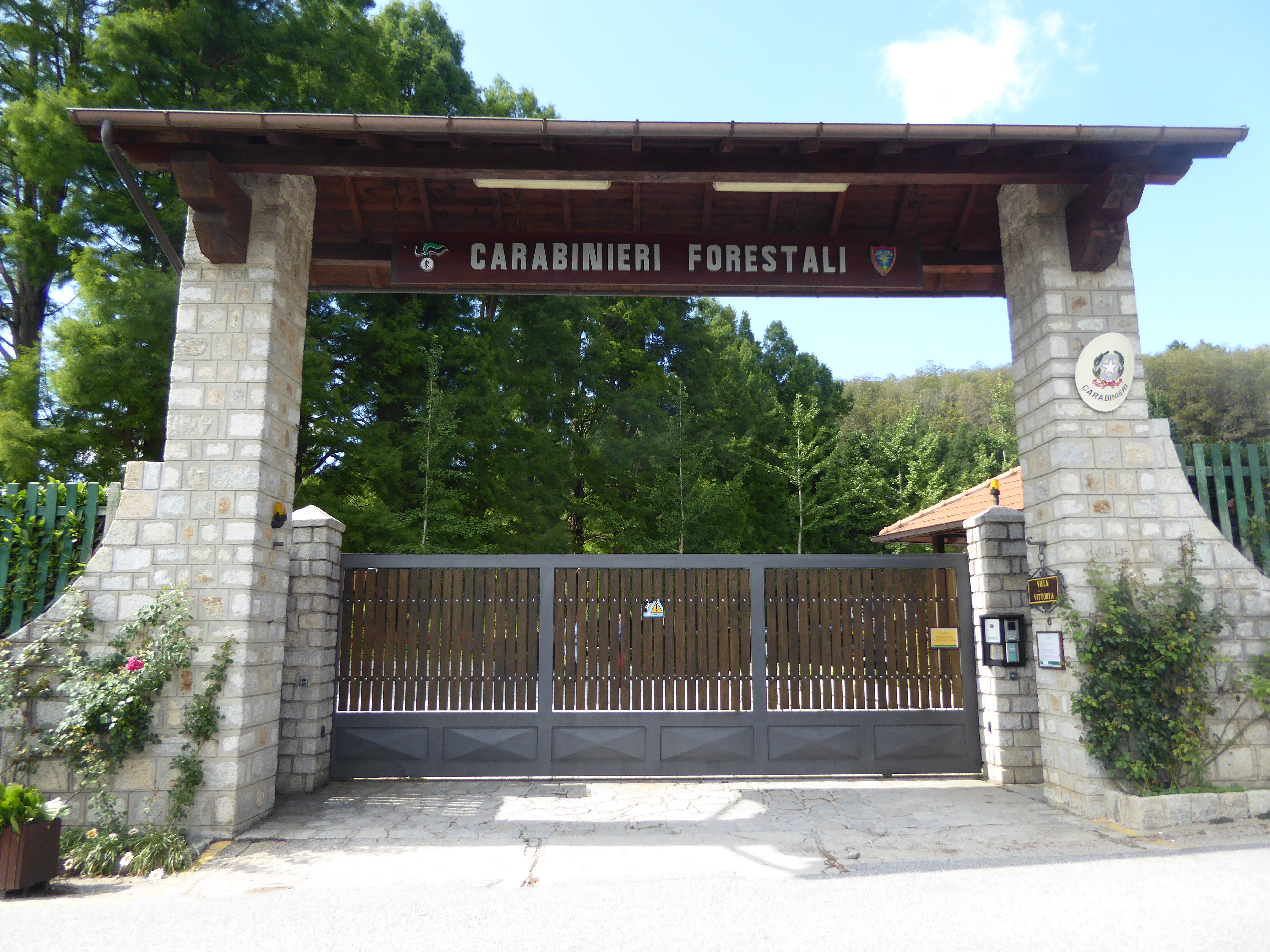
Ingresso Reparto CC Biodiversità Mongiana (VV)

Il Comando unità forestali, ambientali e agroalimentari (CUFAA), i cui componenti sono anche chiamati "carabinieri forestali", è una grande unità militare, al vertice dell'organizzazione forestale e ambientale dell'Arma dei Carabinieri, con funzioni di polizia ambientale.
Venne istituito il 25 ottobre 2016 come "Comando unità per la tutela forestale, ambientale e agroalimentare"  ai sensi del decreto legislativo 19 agosto 2016, n. 177, assorbendo le funzioni ed il personale del Corpo forestale dello Stato. La fase transitoria di assorbimento di funzioni e personale del corpo assorbito si è conclusa il 1º gennaio 2017.

## Storia

### La riforma del 2015 e la creazione
Durante il governo Renzi, la legge delega 7 agosto 2015, n. 124 circa la riorganizzazione della pubblica amministrazione italiana, dispone all'art. 8 comma 1: "... riordino delle funzioni di polizia di tutela dell'ambiente, del territorio e del mare, nonché nel campo della sicurezza e dei controlli nel settore agroalimentare, conseguente alla riorganizzazione del Corpo forestale dello Stato ed eventuale assorbimento del medesimo in altra Forza di polizia". La relativa norma attuativa, il decreto legislativo 19 agosto 2016, n. 177 dispone che il Corpo forestale dello Stato venga assorbito dall'Arma dei Carabinieri ed è stato approvato preliminarmente dal consiglio dei ministri il 20 gennaio 2016.
Si istituisce il "Comando per la tutela forestale, ambientale e agroalimentare dei Carabinieri" cui vengono attribuite parte delle funzioni già in capo al soppresso Corpo Forestale dello Stato, ad esclusione di quelle antincendio, trasferite ai Vigili del Fuoco, e di altre residue trasferite alla Polizia di Stato, alla Guardia di Finanza e al Ministero dell'agricoltura, della sovranità alimentare e delle foreste. Con il decreto vengono creati anche i nuovi "Ruoli forestali ad esaurimento” nell'Arma. Il Comando, ferme restando le funzioni militari, di competenza del ministero della difesa, e quelle di ordine pubblico del ministero dell'interno, sarebbe alle dipendenze funzionali del Ministro delle politiche agricole alimentari e forestali.
Il 3 marzo 2016 è stato reso il previsto parere obbligatorio da parte della Conferenza delle Regioni, il 12 maggio quello del Consiglio di Stato e il 13 luglio quello delle commissioni riunite del Senato. Il via libera definitivo del Consiglio dei Ministri avviene nella seduta del 28 luglio 2016. Con il nuovo Comando ipoteticamente "viene potenziato il livello di presidio del territorio attraverso il rafforzamento dell’attuale assetto con la cooperazione della capillare rete di strutture dell’Arma, delle sue capacità investigative e delle sue proiezioni internazionali per le attività preventive e repressive".

### L'entrata in servizio
Il nuovo Comando si è ufficialmente costituito il 25 ottobre 2016, con una cerimonia solenne presso la Caserma "Salvo D'Acquisto" di Roma alla presenza del Ministro delle politiche agricole, alimentari e forestali, Maurizio Martina, e del Comandante generale dell'Arma dei Carabinieri, Tullio Del Sette.
Primo comandante viene designato il generale di Corpo d'Armata Antonio Ricciardi, che mantiene anche il ruolo di Vicecomandante generale dell'Arma fino al 21 marzo 2017, mentre lascia contemporaneamente quello di comandante delle Unità mobili e specializzate carabinieri "Palidoro".
Lo stesso giorno dell’insediamento di Ricciardi, confluiscono nella nuova struttura alcuni dei reparti specializzati dell’Arma: il Comando carabinieri per la tutela dell'ambiente (già NOE) e il Comando carabinieri politiche agricole e alimentari, finora compresi nel Comando della Divisione Unità Specializzate.
Con un decreto del Ministro della difesa del 30 dicembre 2016, è prorogata la "validità delle tessere personali di riconoscimento per l'esercizio di funzioni speciali (agente di pubblica sicurezza e agente e ufficiale di polizia giudiziaria) in uso al personale del Corpo forestale dello Stato che transitava nell'Arma dei carabinieri", fino al 31 dicembre 2017.

### Le prime attività operative
Il Comando il 1º gennaio 2017 assorbe ufficiali, sottufficiali e truppa del disciolto Corpo Forestale dello Stato entrano in servizio nell'Arma come  "carabinieri forestali". Complessivamente le unità fatte transitare effettivamente nell'Arma sono 6.754. L'Arma ha inoltre confermato la presenza di modesti nuclei di personale anche nelle regioni a statuto speciale.
Il 1º aprile 2017 l'Arma ha emanato il primo bando per l'arruolamento di 167 allievi Carabinieri Forestale, mentre in agosto dello stesso anno quello per 11 nuovi ufficiali. Nell'agosto 2017 è stato istituito il Comando per la Tutela della Biodiversità e dei Parchi, che coordina i tre neo istituiti raggruppamenti Biodiversità, Parchi e Cites.
Il 1º giugno 2018 il comandante regionale per la Campania, generale di brigata Sergio Costa, proveniente dal Corpo forestale, assume l'incarico di ministro dell'ambiente e della tutela del territorio e del mare nel governo Conte I. Nel 2018 l'unità cambia denominazione in Comando unità forestali, ambientali e agroalimentari. Il 21 dicembre 2018 Ricciardi lascia l'incarico di comandante ad Angelo Agovino, contemporaneamente promosso generale di corpo d'armata.
Nel luglio 2019 il comando passa al generale di corpo d'armata Ciro D’Angelo e il 29 marzo 2021 al generale di divisione Antonio Pietro Marzo, pochi mesi dopo promosso generale di corpo d'armata, fino al 21 luglio 2022, quando gli subentra il Gen. C.A. Andrea Rispoli. Il 1º aprile 2022 viene istituito il nuovo "geoportale incendi boschivi" del CUFAA.

## Organizzazione

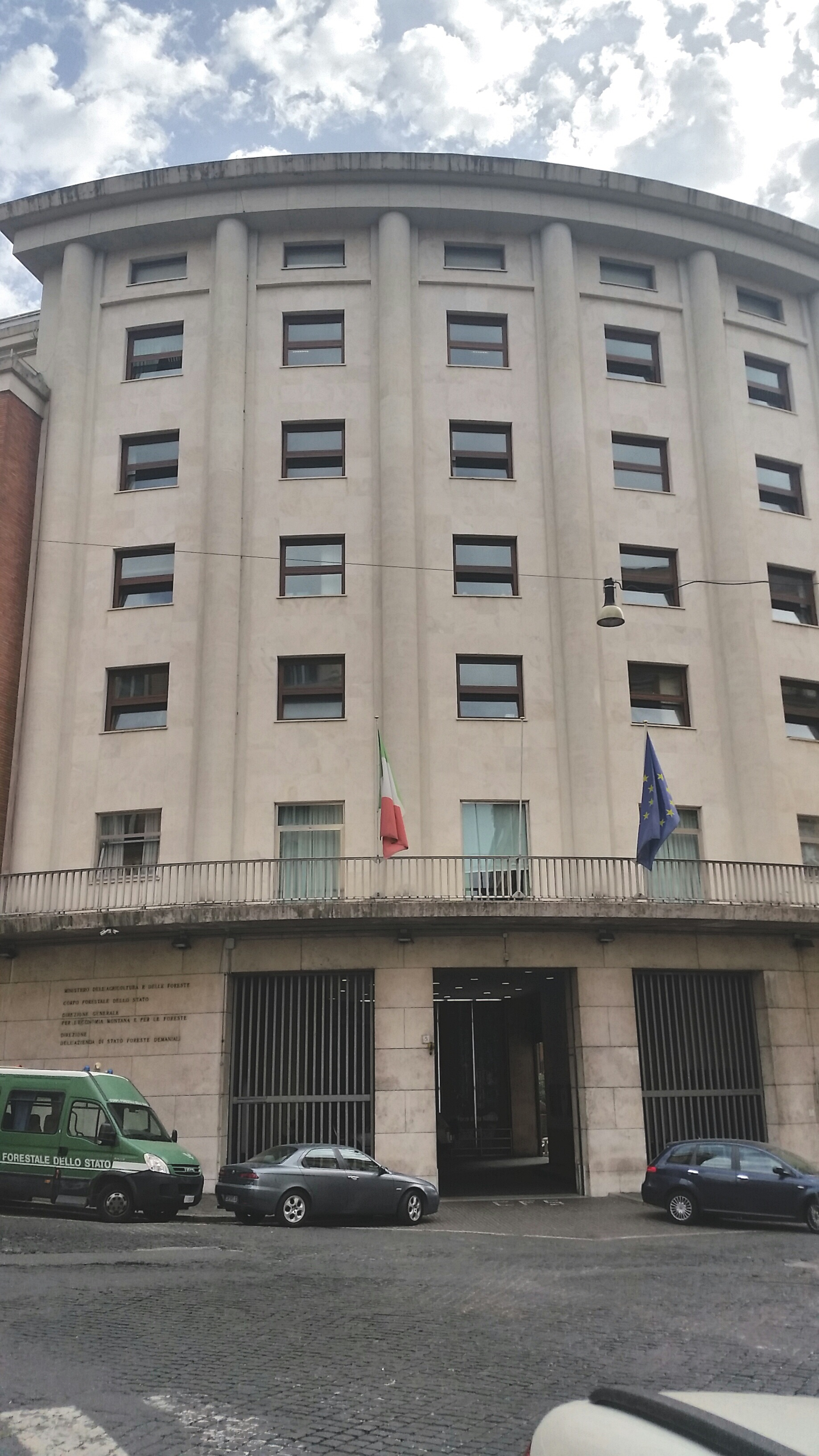
La sede del comando a Roma

Il comando generale dipende gerarchicamente dal Comandante generale dell'Arma dei Carabinieri e funzionalmente dal Ministro delle politiche agricole, alimentari e forestali per le materie riguardanti la sicurezza e tutela agroalimentare e forestale, e dal Ministero dell'Ambiente e della Sicurezza Energetica, per le rispettive attribuzioni. 
È ulteriormente suddiviso in quattro comandi: 
- Comando tutela foreste e parchi;
- Comando tutela ambientale;
- Comando tutela agroalimentare;
- Comando tutela biodiversità.

Esso ha inoltre alle dipendenze reparti dedicati e specializzati in materia di tutela dell'ambiente, della biodiversità, del territorio, dei boschi e delle acque, nel campo della sicurezza e dei controlli nel settore agroalimentare, nonché nel contrasto ai reati connessi, in sinergia con l'organizzazione territoriale.

### Vertice
- Comandante (Gen. C.A. dei Carabinieri): Fabrizio Parrulli
- Vice comandante (Gen. D. proveniente dal ruolo Forestale): Antonio Danilo Mostacchi
- Capo di Stato Maggiore: Gen. D. Massimo Zuccher
- Comandanti di reparto
  - Comando tutela biodiversità: Gen. B. Raffaele Pio Manicone
  - Comando tutela forestale e Parchi: Gen. Div. Simonetta De Guz
  - Comando tutela ambientale e transizione ecologica: Gen. D. Fernando Nazzaro
  - Comando tutela agroalimentare: Gen. B.. Daniel Melis

### Reparti
- Comando carabinieri per la tutela forestale e parchi[25]
  - 14 Comandi Regione Carabinieri Forestale[26]
    - 83 Gruppi Carabinieri Forestali
      - 88 Nuclei Investigativi di Polizia Ambientale Agroalimentare e Forestale (NIPAAF)
      - 789 Nuclei Carabinieri Forestali
      - 20 Reparti Carabinieri Parchi Nazionali
        - 150 Nuclei Carabinieri Parco (oltre a 3 distaccamenti)

    - 35 Nuclei Carabinieri CITES
    - 5 Centri Anticrimine Natura (Palermo, Catania, Agrigento, Cagliari, Udine)

  - NIAB (Nucleo informativo antincendio boschivo)
  - Meteomont
- Comando tutela ambientale e sicurezza energetica
  - 12 Reparti (Milano, Torino, Venezia, Roma, Bologna, Ancona, Firenze, Palermo, Napoli, Bari, Reggio Calabria, Cagliari)
  - 31 Nuclei Operativi Ecologici (NOE)
- Comando carabinieri per la tutela agroalimentare
  - 1 Reparto di Coordinamento Operativo (NCO)
  - 5 Reparti Tutela Agroalimentare (Torino, Parma, Roma, Salerno e Messina)
- Comando carabinieri per la tutela della biodiversità
  - Raggruppamento Carabinieri Biodiversità
    - 28 Reparti Carabinieri Biodiversità
    - 3 Centri Nazionali Carabinieri Biodiversità
    - 40 Nuclei Carabinieri Tutela Biodiversità (oltre a 2 distaccamenti)

  - Raggruppamento Carabinieri CITES
    - un Reparto Operativo, in collegamento tecnico/funzionale con i Nuclei CITES dei gruppi

## Funzioni
Il Comando opera a difesa del patrimonio agro-forestale italiano, nella tutela dell'ambiente e del paesaggio, nel controllo sulla sicurezza della filiera agroalimentare e nel contrasto delle cosiddette ecomafie, ossia attività poste in essere dalla criminalità, organizzata e non, che arrecano danno all'ambiente, nonché conruolo di protezione forestale. Gestisce inoltre le sale operative del numero telefonico di emergenza 1515 per incendi boschivi e qualsiasi altro tipo di emergenza ambientale.
Tra i suoi compiti anche la sorveglianza dei venti parchi nazionali d'Italia, nonché la gestione di altre 130 aree protette dalla normativa internazionale, europea e statale e la vigilanza sull'applicazione della convenzione CITES, sul commercio internazionale delle specie di fauna e di flora minacciate di estinzione. Concorre infine all'espletamento di servizi di ordine e sicurezza pubblica, nonché al controllo del territorio, con particolare riferimento alle aree rurali e montane.

## Formazione
Gli appartenenti ai ruoli Ispettori e Carabinieri effettivi per far parte dei "ruoli forestali" devono frequentare il corso di specializzazione in “Tutela Forestale, Ambientale e Agroalimentare”.
Alla formazione di specialità è destinata la Scuola Forestale Carabinieri di Cittaducale, articolata in 5 centri addestramento, per la formazione specialistica e l’aggiornamento professionale del personale. Dipende dall'Ispettorato degli istituti di specializzazione dell'Arma.
- Scuola Forestale Carabinieri di Cittaducale (Rieti)
- Centri addestramento:
  - Sabaudia
  - Cittaducale
  - Rieti
  - Ceva
  - Castel Volturno

## Dotazioni

### Armi
L'armamento in dotazione si divide in due categorie:
- Armi di reparto:
  - Beretta PM 12 S2 cal. 9 mm Parabellum (servizio d'istituto);
  - Beretta ARX cal. 5,56 e 7,62 (servizio d'istituto e rappresentanza);

- Arma individuale:
  - Beretta 92 FS cal. 9 mm Parabellum

### Uniformi
Stessa cosa inizialmente con le uniformi operative (grigioverde), con l'aggiunta degli alamari dei Carabinieri e del fregio, la caratteristica granata accesa, simbolo dell'Arma. Per i compiti di caserma è invece utilizzata l'uniforme ordinaria dei carabinieri.
Dal 1º giugno 2019 sono state introdotte nuove uniformi operative estive ed invernali, di colore blu, che sostituiscono le precedenti, di cui è iniziato il ritiro. Anche i berretti, tipo "Pasubio" sono di colore blu.
Fregi, distintivi di grado ed alamari sono quelli tradizionali dell'Arma. Sulla manica sinistra viene applicato il distintivo del Comando unità forestali, ambientali e agroalimentari.

### Veicoli

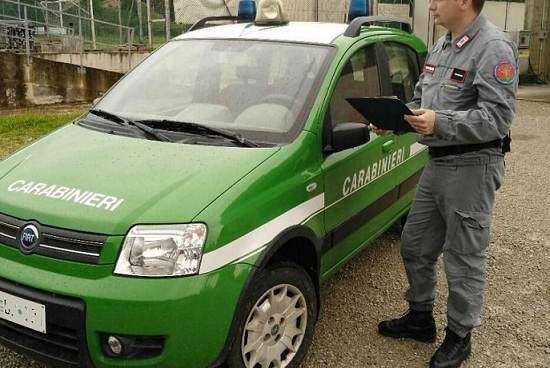
Fiat Panda e carabiniere forestale del Centro anticrimine natura

Nella fase di avvio il Comando sta utilizzando i veicoli del Corpo forestale dello Stato con la tipica colorazione verde smeraldo ma con l'aggiunta della scritta "Carabinieri" e sostituendo la targa "CFS" con targa "CC". Dal 2018 iniziano a circolare i primi esemplari di Jeep Renegade in forza al comando, dotati di livrea nera e rossa tipica dei carabinieri e decorati con lo stemma e il numero telefonico di pronto intervento 1515, in uso ed ereditato dall'ex Corpo Forestale dello Stato.

## Le controversie e ricorsi giudiziari
La Corte Costituzionale (sentenza n. 170 del 2019) ha dichiarato legittima la soppressione del Corpo Forestale dello Stato. La Corte, in sostanza, ha condiviso l'assunto del Legislatore che mirava ad eliminare sovrapposizioni di competenze, allo scopo di garantire una maggiore efficacia nell'esercizio di funzioni affini, così da migliorare la tutela dell'ambiente, del territorio e della sicurezza Agroalimentare, tendendo così non solo al risparmio di spesa ma anche ad un superiore livello di efficienza. L'individuazione dell'Arma dei Carabinieri è risultata coerente sia da un punto di vista ordinativo-strutturale che operativo-funzionale. Anche in relazione alle presunte violazioni delle garanzie riservate al personale del Corpo Forestale la Corte non ha ritenuto il provvedimento lesivo delle situazioni soggettive, in quanto permetteva al personale di operare una scelta circa il transito nell'Arma dei Carabinieri o, in alternativa, di optare per il passaggio ad altre amministrazioni statali, non militari, salvaguardando la professionalità, in assenza di un meccanismo coercitivo al passaggio dallo status civile a militare.
Inoltre con un provvedimento del 20 maggio 2021 la Corte Europea dei Diritti dell’Uomo di Strasburgo ha previsto il risarcimento di alcuni ex forestali che la riforma Madia costrinse al transito nell’Arma dei carabinieri, obbligandoli all’assunzione dello status militare. Si tratta dei primi 4 casi esaminati, in cui era contestata la violazione del diritto alla libertà sindacale e che si sono conclusi, non con una sentenza, ma con una dichiarazione del Governo italiano di responsabilità che, per riparare ai pregiudizi inferti, si è obbligato al versamento di una somma risarcitoria.
Anche la Corte dei Conti, nella deliberazione 26 luglio 2021, n. 12/2021, all'esito di ampia, dettagliata e articolata istruttoria, ha evidenziato la complessiva positività e coerenza della riforma, anche con riferimento ai settori di competenza,  seppur con alcuni aspetti ulteriormente migliorabili e implementabili. 

## Cronotassi comandanti
- Gen. C.A. Antonio Ricciardi (25 ottobre 2016 - 21 dicembre 2018)
- Gen. C.A. Angelo Agovino (21 dicembre 2018 - 22 luglio 2019)
- Gen. C.A. Ciro D’Angelo (22 luglio 2019 - 29 marzo 2021)
- Gen. C.A. Antonio Pietro Marzo (29 marzo 2021 - 21 luglio 2023)
- Gen. C.A. Andrea Rispoli (21 luglio 2023 - 18 dicembre 2024)
- Gen. C.A. Fabrizio Parrulli (18 dicembre 2024 - "in carica")

## Cronotassi Vice Comandanti
- Gen. C. A. (r) Davide De Laurentis (1 gennaio 2017 - 15 ottobre 2022)
- Gen. D. Nazario Palmieri (16 ottobre 2022 - 26 gennaio 2025)
- Gen. D. Antonio Danilo Mostacchi (27 gennaio 2025 - "in carica")